# Node.js
Node.js is een open source en multiplatform JavaScript-runtime-omgeving waarmee JavaScript buiten een browser uitgevoerd kan worden. Met Node.js kunnen ontwikkelaars JavaScript gebruiken voor command-line-tools en server-side scripting. Het resultaat is een "JavaScript overal"-paradigma dat webapplicatie-ontwikkeling verenigt rond een enkele programmeertaal, in plaats van verschillende talen voor server- en client-side scripts.

## Geschiedenis
Node.js is aanvankelijk gebouwd door Ryan Dahl, in eerste instantie om pushtechnologie te gebruiken in websites. Node.js implementeert specificaties van CommonJS.

## Functies
Node.js bevat een ingebouwde HTTP-server, waardoor het mogelijk is een webserver te draaien zonder Apache of nginx. Daardoor biedt Node.js een alternatieve manier van server-side scripting, vergeleken met andere platformen zoals Java EE, ASP.NET, Ruby On Rails of een traditionele webserver met CGI-modules voor diverse programmeertalen zoals PHP, Perl of Python.

## Online code-editors
- Codenvy IDE (cloud service)
- Cloud9 IDE (cloud service)

## Voorbeeld
Navolgend een implementatie van een "hello world"-webserver met Node.js:
```
var
 
http
 
=
 
require
(
'http'
);

http
.
createServer
(

  
function
 
(
request
,
 
response
)
 
{

    
response
.
writeHead
(
200
,
 
{
'Content-Type'
:
 
'text/plain'
});

    
response
.
end
(
'Hello World\n'
);

  
}

).
listen
(
8000
);

console
.
log
(
'Server running at http://localhost:8000/'
);

```